# The Feeling
I Feeling sono un gruppo musicale rock britannico del Sussex formatosi nel 1995.
Come i Jellyfish, i Feeling sono attivi esponenti di quel movimento pop progressivo che incontra il soft rock, creando un'alchimia di musica e testi che cattura chi ascolta le loro canzoni. La canzone che li ha resi famosi in Europa è Sewn. La band ha presentato il singolo in programmi come il Festivalbar o Top of the Pops.

## Formazione
- Dan Gillespie Sells – voce, chitarra
- Kevin Jeremiah – chitarra, voce
- Richard Jones – basso, voce
- Paul Stewart – batteria
- Ciaran Jeremiah – tastiera, voce

## Discografia

### Album in studio
- 2006 – Twelve Stops and Home
- 2008 – Join with Us
- 2011 – Together We Were Made
- 2013 – Boy Cried Wolf
- 2016 – The Feeling
- 2022 – Loss. Hope. Love
- 2024 – San Vito

### Raccolte
- 2011 – Singles: 2006-2011

### EP
- 2006 – Four Stops and Home

### Singoli
- 2005 – Fill My Little World
- 2006 – Sewn
- 2006 – Fill My Little World
- 2006 – Never Be Lonely
- 2006 – Love It When You Call
- 2007 – Rose
- 2008 – I Thought It Was Over
- 2008 – Without You
- 2008 – Turn It Up
- 2008 – Join with Us
- 2008 – Feels Like Christmas
- 2011 – Set My World on Fire
- 2011 – A Hundred Sinners (Come and Get It)
- 2011 – Rosé
- 2013 – Rescue
- 2013 – Blue Murder
- 2014 – Fall Like Rain
- 2016 – Spiralling
- 2016 – Wicked Heart